# Sergio Franchi
Pour les articles homonymes, voir Franchi.
Sergio Franchi, de son vrai nom Sergio Galli, (né le 6 avril 1926 à Codogno et mort le 1er mai 1990 à Stonington, Connecticut, États-Unis) était un ténor et acteur italien, naturalisé américain.

## Biographie
Né à Codogno, en Lombardie, en 1926, Sergio Franchi entreprend des études d'ingénieur, selon la volonté de son père, mais commence très tôt à s'intéresser à l'opéra.
En 1952, il déménage avec sa famille en Afrique du Sud, tout en continuant à étudier la musique et le chant. De retour en Italie, il étudie le chant avec le maître Rossi-Masetti.
Le succès arrive en 1965 avec la comédie musicale Do I Hear a Waltz?, qui fut représentée plus de 200 fois. En 1972, il prend la nationalité américaine et il commence à donner des récitals de musique italienne, à jouer dans des comédies musicales et des films musicaux.
Il fonde une association pour les jeunes chanteurs de musique lyrique à Stonington, Connecticut, aux États-Unis. Il meurt d'une tumeur cérébrale, le 1er mai 1990. Son épouse Eva continue à travailler à la Sergio Franchi Foundation.

## Filmographie
- 1963 : Sing, aber spiel nicht mit mir
- 1969 : The Red Skelton Show : Le chevalier noir (2 épisodes)
- 1969 : Le secret de Santa Vittoria (Il segreto di Santa Vittoria) : Tufa
- 1981 : Musical Comedy Tonight II (téléfilm)

## Autres images

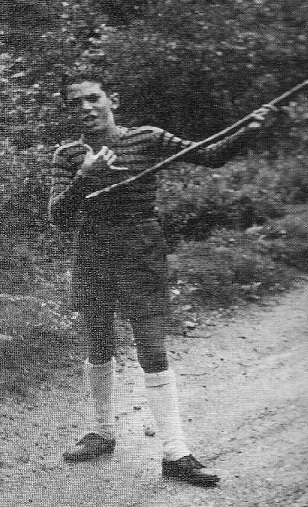
Sergio Franchi enfant, en Italie.